# Celaenorrhinus kurosawai
Celaenorrhinus kurosawai is een vlinder uit de familie van de dikkopjes (Hesperiidae). De wetenschappelijke naam van de soort is voor het eerst geldig gepubliceerd in 1963 door Shirôzu.